# غرجستان
غَرجِستان (همچنان غرچستان، غرشستان، غرج‌الشار و غرچگان و در بعضی جاها گرشستان) سرزمینی بزرگ کوهستانی بود که در میان هرات و کابل قرار داشت. عنوان پادشاه این مکان در قدیم «شار» بود. اکنون این ناحیه در افغانستان است و در منطقه هزارستان یا هزاره‌جات قرار دارد.و این ناحیه مسکن و محل زندگی اقوام هزاره بوده‌است.
جغرافی‌نویسان پیشین عرب آن ناحیه را «غرج‌الشار» گفته‌اند پادشاهان آن ناحیه موسوم بود به «شار» و به گفتهٔ مقدسی واژهٔ «غرج» در زبان اهالی آن ناحیه به معنی کوهستان می‌باشد و بنابراین غرج‌الشار به مفهوم «کوهستان پادشاه» است. در اواخر سده‌های میانه آن سرزمین را غرجستان می‌گفتند و در بیان جنگ‌های مغول نیز به همین یاد شده‌است.
ابن حوقل جغرافیدان مسلمان قرن چهارم هجری قمری طی مشاهداتش از بامیان دربارهٔ غرج‌الشار می‌نویسد: غرج‌الشار دو شهر دارد یکی بشین و دیگری شورمین، وسعت هر دو شهر به یک اندازه است و دارای آبها و باغ هاست. سلطان که این سرزمین به وی منسوب است و به لقب «شار» یاد می‌شود در قریه بلیکان مقیم است.

### واژه‌شناسی
غرجستان در اصل از واژه اوستایی «گرش» و پسوند پارسی «ستان» به معنای سرزمین گرفته شده که پس از استیلای عربی نویسی، به گونه گرشستان و سپس غرجستان آمده‌است. واژه اوستایی «گر» در یسنه فقره ۱۴، ۱۶ و ۲۸ ذکر شده‌است و به معنی کوه بکار رفته‌است. واژه «گیرو» به معنی سایه رخ در گویش هزارگی، به‌طور گسترده در مناطق کوهستانی غرجستان کاربرد دارد.

## جغرافیا
غرجستان منطقه‌ای کوهستانی و تاریخی در شمال غربی افغانستان است که در دوران گذشته بخشی از خراسان بزرگ به شمار می‌رفته است. این منطقه شامل نواحی کوهستانی و دره‌های مرتفع بوده و در منابع مختلف از آن به‌عنوان یکی از سکونتگاه‌های اصلی قوم هزاره یاد شده است. غرجستان در نزدیکی رشته‌کوه‌های هندوکش قرار دارد و به دلیل موقعیت جغرافیایی خاص خود، همواره از اهمیت استراتژیک برخوردار بوده است.

### آب‌وهوا و منابع طبیعی
غرجستان دارای اقلیم سرد کوهستانی است که با زمستان‌های سرد و تابستان‌های معتدل مشخص می‌شود. منابع طبیعی منطقه شامل مراتع وسیع برای دامداری، رودخانه‌ها و چشمه‌های آب شیرین، و زمین‌های حاصلخیز در دره‌ها است. این ویژگی‌ها غرجستان را به منطقه‌ای مناسب برای کشاورزی و دامداری تبدیل کرده و زمینه رشد اقتصادی مردمان محلی را فراهم کرده است.

### غرجستان و قوم هزاره
غرجستان در تاریخ به‌عنوان یکی از سکونتگاه‌های قدیمی قوم هزاره شناخته شده است.  برخی پژوهشگران بر این باورند که بسیاری از قبایل هزاره در این منطقه زندگی می‌کردند و نقش مهمی در شکل‌دهی به فرهنگ و هویت منطقه داشتند. حضور قوم هزاره در غرجستان به دلایل زیر مورد توجه بوده است:

#### ویژگی‌های جغرافیایی و امنیت طبیعی
کوه‌های مرتفع و دره‌های بسته غرجستان، محیطی امن برای قبایل هزاره فراهم کرده بود. این موقعیت جغرافیایی به هزاره‌ها اجازه داد تا در برابر حملات خارجی، به‌ویژه در دوره‌های ناآرامی، مقاومت کنند. بسیاری از پژوهشگران معتقدند که این منطقه یکی از مراکز اصلی مقاومت هزاره‌ها در دوره‌های تاریخی مختلف، به‌ویژه در برابر تهاجمات مغول و اقوام دیگر بوده است.

در خاطرات عبدالرحمن آمده:
قرن‌های بسیار، هزاره‌ها سبب وحشت حاکمان منطقه بودند و از سیصد سال پیش، هیچ سلطانی حتی بابُر تیموری و نادر افشار نتوانسته بود هزاره‌ها را مطیع و آرام کند و قرن‌ها مطلق العنان بودند.

#### اقتصاد و معیشت
مردم غرجستان، به‌ویژه هزاره‌ها، به کشاورزی و دامداری مشغول بودند. مراتع غنی و زمین‌های حاصلخیز منطقه، فرصت مناسبی برای پرورش دام و کاشت محصولات کشاورزی فراهم کرده بود. صنایع دستی نیز از دیگر فعالیت‌های اقتصادی مردم منطقه بود.

## غرجستان در اشعار فارسی
| اگر خواهی که بینی مردمی را |  | به کوهستان غرج و غور شو تو |
| — دیوان ناصرخسرو           |  |                            |

سپهبد سپه شاه شرق ابومنصور
فراتکین دوانی امیر غرجستان— فرخی
ترا آنجا غلامانند چون خوارزمشاه ای شه
دگر چون میرطوس و زآن گذشتی میر غرجستان
— فرخی
شه غرچگان بود بر سان شیر
کجا پشت پیل آوریدی به زیر
— فردوسی
چغانی و ختلی و بلخی ردان
بخاری و از غرچگان موبدان
— فردوسی
| به کوهستان غرجستان که دیدی؟ |  | طبیعت را که در آن‌جا بهشت است |
| — دیوان فرخی سیستانی        |  |                              |

| رهِ غرجستان و غور، سخت و دشوار |  | ولی مردمش سخت‌تر زین دیوار |
| — دیوان عنصری بلخی            |  |                           |